# Degré
Degré é uma comuna francesa na região administrativa do País do Loire, no departamento de Sarthe. Estende-se por uma área de 9.9 km². Em 2010 a comuna tinha 786 habitantes (densidade: 79,4 hab./km²).